# ISO 3166-2:UY
ISO 3166-2:UY è uno standard ISO che definisce i codici geografici delle suddivisioni dell'Uruguay; è un sottogruppo dello standard ISO 3166-2.
I codici, assegnati ai 19 dipartimenti, sono formati da UY- (sigla ISO 3166-1 alpha-2 dello stato), seguito da due lettere.

## Codici
| Codice | Dipartimento   |
| ------ | -------------- |
| UY-AR  | Artigas        |
| UY-CA  | Canelones      |
| UY-CL  | Cerro Largo    |
| UY-CO  | Colonia        |
| UY-DU  | Durazno        |
| UY-FS  | Flores         |
| UY-FD  | Florida        |
| UY-LA  | Lavalleja      |
| UY-MA  | Maldonado      |
| UY-MO  | Montevideo     |
| UY-PA  | Paysandú       |
| UY-RN  | Río Negro      |
| UY-RV  | Rivera         |
| UY-RO  | Rocha          |
| UY-SA  | Salto          |
| UY-SJ  | San José       |
| UY-SO  | Soriano        |
| UY-TA  | Tacuarembó     |
| UY-TT  | Treinta y Tres |